# 116-й истребительный авиационный полк (СФРЮ)
116-я истребительный авиационный полк (сербохорв. 116. lovački puk / 116. ловачки пук) — полк ВВС и войск ПВО СФРЮ, существовавший в 1944—1960 годах. До 1948 года носил название 113-го истребительного авиационного полка (сербохорв. 113. vazduhoplovni lovački puk / 113. ваздухопловни ловачки пук). Его костяк составляли лётчики Народно-освободительной армии Югославии, проходившие обучение под руководством советских инструкторов и летавшие на советских самолётах.

## История
113-й истребительный авиационный полк был образован 15 декабря 1944 года в городе Рума из числа югославских лётчиков, служивших прежде в 267-м истребительном авиационном полку при 17-й советской воздушной армии. С мая 1945 года полк числился уже в составе югославских ВВС. Он входил в 11-ю истребительную авиационную дивизию: основу авиатехники полка составляли истребители Як-1М, а с 1945 года — истребители Як-3. Полк участвовал в заключительных боях на Сремском фронте. Его базами были аэродромы городов Рума, Илиновац, Бачки-Брестовац, Велика-Горица и Плесо (нынешний аэропорт Загреба).
После войны полк продолжил службу в Словении на аэродромах Любляны и Церкле-об-Крки. В 1947 году полк 113-й полк был перебазирован в македонский Скопье, а с 18 июня по 21 сентября 1947 года был расквартирован в албанской столице Тиране. С 1948 года полк носил название 116-го истребительного авиационного. До 1959 года он входил в состав 39-й авиационной дивизии, а затем был переподчинён 3-му воздушному командованию. До 1952 года на его вооружении находились Як-3, позже заменённые на Ikarus S-49C и Utva 212. Штабом полка был аэродром Скопски-Петровац. 15 октября 1960 года полк был расформирован.

## Подчинение
- 11-я истребительная авиационная дивизия (1944—1945)
- 2-я авиационная дивизия (1945—1947)
- 5-я истребительная авиационная дивизия[англ.] (1947—1948)
- 39-я авиационная дивизия[англ.] (1948—1959)
- 3-е авиационное командование[англ.] (1959—1960)

## Авиабазы
- Рума (1944)[1]
- Бачки-Брестовац[англ.] (1944)[1]
- Илиновац (1944)[1]
- Велика-Горица/Плесо (1944)
- Любляна (1945)
- Церкле[англ.] (1946—1947)
- Скопски-Петровац[серб.] (1947)
- Тирана (1947)
- Скопски-Петровац[серб.] (1947—1960)

## Командование дивизии

### Командиры
- Миленко Липовшчак (сербохорв. Miljenko Lipovšćak)[1]
- Никола Цвикич (сербохорв. Nikola Cvikić)[1]
- Любо Койич (сербохорв. Ljubo Kojić)[1]
- Спасен Заревский (сербохорв. Spasen Zarevski)[3]
- Бранко Куна (сербохорв. Branko Kuna)[2]
- Александар Брачун (сербохорв. Aleksandar Bračun)[2]
- Драго Станисавлевич (сербохорв. Drago Stanisavljević)[2]
- Петар Павич (сербохорв. Petar Pavić)[2]
- Стеван Лека (сербохорв. Stevan Leka)[2]

### Политические комиссары
- Драго Джуричкович (сербохорв. Drago Đuričković)[1]
- Джуро Савич (сербохорв. Đuro Savić)[1]
- Милош Миликич (сербохорв. Miloš Milikić)[1]

## Техника
- Як-1M (1944—1948)
- Як-3 (1945—1952)
- Ikarus S-49C (1952—1960)
- Як-9У (1948—1950)
- Utva 212[серб.] (1948—1960)